# Alfenal
Alfenal – organiczny związek chemiczny, należący do grupy barbituranów, stosowany w przeszłości jako środek o działaniu przeciwdrgawkowym.
Został wynaleziony w latach 20. XX wieku przez przedsiębiorstwo Hoffmann-La Roche.